# Longhua
Longhua is een subdistrict van het district Bao'an in de stad Shenzhen, China. Dit subdistrict bevindt zich in het noorden tegen de grens aan. Het subdistrict bestaat pas sinds 2004 door een gemeentelijke herindeling.

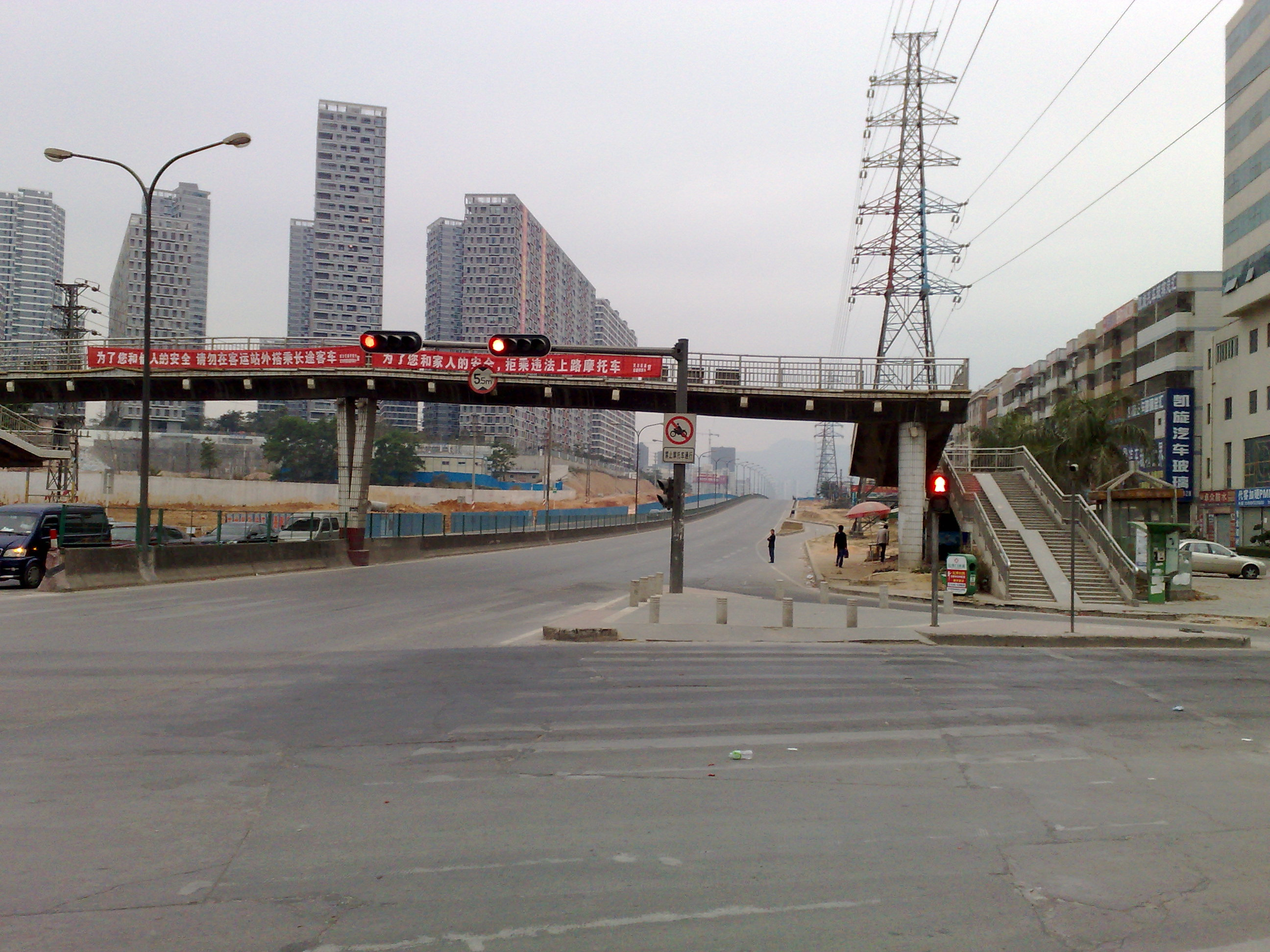
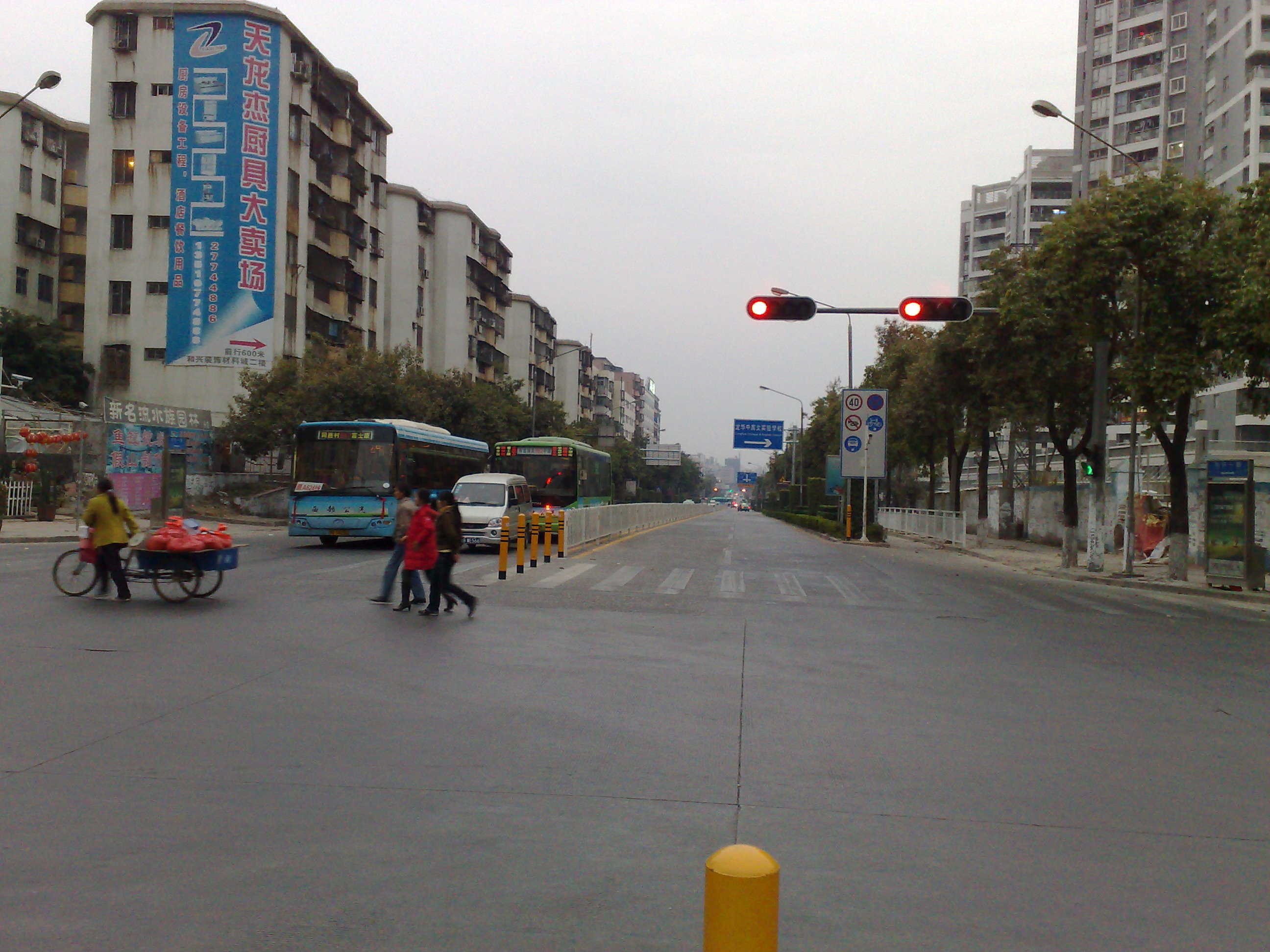

## bereikbaarheid
Longhua is bereikbaar met verschillende buslijnen en de metrolijn Longhualijn.